# 張天麟 (天啓進士)
張天麟（1586年—1639年），字季昭，号平符，浙江温州府永嘉县人。明朝政治人物。

## 生平
万历四十年（1612年）壬子科鄉試經魁（三名），天启二年（1622年）壬戌科会试一百九十八名，二甲第一名进士。负文名，精書翰。吏部观政，初授禮部祠祭司主事，六年升精膳司员外郎，七年晉主客司郎中。崇祯元年（1628年）出为湖廣苏松道參政，尋改提學廣東，稱得人。五年，升本省按察使。六年晉福建右布政使，福州兵備道，制铜铁大磙，分布閩浙沿海要害。八年轉湖廣左布政使，辖寶慶道，平臨藍天王寺獠猺諸寇。纠參岷藩縱校尉殺平民，掠财产，朝論伟之。十二年擢都察院右副都御史、巡撫雲南，以不得養親，憂思成疾，行至平越卒。為人清端宏毅，政暇即操瓠撰述。所居先世舊廬僅蔽風雨，与余姚施邦曜、海盐吴麟徵有浙中三君子之稱。著有《松臺诗集》。

## 家族
曾祖张郡，通判。祖父张承明，評事。父张眷睿。